# Gustave Sarrien
Pour les articles homonymes, voir Sarrien.
Gustave Sarrien, né le 23 avril 1881 et mort le 30 mars 1952, est un homme politique français.

## Détail des fonctions et des mandats
- Inspecteur, puis inspecteur général, du crédit agricole de 1921 à 1942
- Maire de Cerdon de 1932 à 1940, suspendu.
- Préfet d'Eure-et-Loir en août-septembre 1944
- Préfet du Cher chargé des fonctions, puis délégué dans les fonctions du 7 septembre 1944 à 24 mai 1946.
- Préfet honoraire depuis le 24 mai 1946.
- Mandat parlementaire : Sénateur du Cher du 8 décembre 1946 au 7 novembre 1948 :
- Conseiller de la République depuis 8 décembre 1946.